# Élections municipales de 2017 dans La Matapédia
Pour un article plus général, voir Élections municipales de 2017 dans le Bas-Saint-Laurent.
Cet article concerne les élections municipales de 2017 dans le Bas-Saint-Laurent dans la municipalité régionale de comté de La Matapédia.

## Albertville
| Candidats pour la mairie | Vote            | %               |
| ------------------------ | --------------- | --------------- |
| Martin Landry (Sortant)  | Sans opposition | Sans opposition |

| Candidats conseiller #1 | Vote            | %               |
| ----------------------- | --------------- | --------------- |
| Edes Berger (Sortante)  | Sans opposition | Sans opposition |

| Candidats conseiller #2       | Vote            | %               |
| ----------------------------- | --------------- | --------------- |
| Géraldine Chrétien (Sortante) | Sans opposition | Sans opposition |

| Candidats conseiller #3    | Vote            | %               |
| -------------------------- | --------------- | --------------- |
| Charline Chabot (Sortante) | Sans opposition | Sans opposition |

| Candidats conseiller #4 | Vote | %     |
| ----------------------- | ---- | ----- |
| Denise Desmarais        | 93   | 83,78 |
| Jennifer Gosselin       | 18   | 16,22 |

| Candidats conseiller #5 | Vote            | %               |
| ----------------------- | --------------- | --------------- |
| Roger Durette (Sortant) | Sans opposition | Sans opposition |

| Candidats conseiller #6    | Vote            | %               |
| -------------------------- | --------------- | --------------- |
| Gilberte Potvin (Sortante) | Sans opposition | Sans opposition |

## Amqui
| Candidats pour la mairie                   | Vote  | %     |
| ------------------------------------------ | ----- | ----- |
| Pierre D’Amours (Sortant d'un autre poste) | 1 843 | 78,53 |
| Jocelyn Couturier                          | 504   | 21,47 |
| Taux de participation : 48,4 %             |       |       |

| Candidats district #1 | Vote | %     |
| --------------------- | ---- | ----- |
| Sarah-Josée Fournier  | 233  | 66,57 |
| Francine Royer        | 117  | 33,43 |

| Candidats district #2       | Vote            | %               |
| --------------------------- | --------------- | --------------- |
| Normand Boulianne (Sortant) | Sans opposition | Sans opposition |

| Candidats district #3 | Vote            | %               |
| --------------------- | --------------- | --------------- |
| Michel Germain        | Sans opposition | Sans opposition |

| Candidats district #4   | Vote | %     |
| ----------------------- | ---- | ----- |
| Égide Charest (Sortant) | 238  | 61,03 |
| Raymond Bouchard        | 152  | 38,97 |

| Candidats district #5    | Vote | %     |
| ------------------------ | ---- | ----- |
| Roland Leclerc (Sortant) | 309  | 72,71 |
| Philippe Vigneault       | 116  | 27,29 |

| Candidats district #6 | Vote | %     |
| --------------------- | ---- | ----- |
| Sylvie Blanchette     | 353  | 85,89 |
| Hélène Lebrun         | 58   | 14,11 |

## Causapscal
| Candidats pour la mairie                  | Vote            | %               |
| ----------------------------------------- | --------------- | --------------- |
| André Fournier (Sortant d'un autre poste) | Sans opposition | Sans opposition |

| Candidats district #1     | Vote | %     |
| ------------------------- | ---- | ----- |
| Guylaine Boily (Sortante) | 119  | 84,40 |
| Harold Dancause           | 22   | 15,60 |

| Candidats district #2    | Vote | %     |
| ------------------------ | ---- | ----- |
| Dave Robichaud (Sortant) | 91   | 61,49 |
| Corine Lepage            | 57   | 38,51 |

| Candidats district #3 | Vote | %     |
| --------------------- | ---- | ----- |
| Denis Viel (Sortant)  | 89   | 52,98 |
| France Girard         | 79   | 47,02 |

| Candidats district #4                   | Vote            | %               |
| --------------------------------------- | --------------- | --------------- |
| Gaétan Gagné (Sortant d'un autre poste) | Sans opposition | Sans opposition |

| Candidats district #5 | Vote            | %               |
| --------------------- | --------------- | --------------- |
| Odile Roy             | Sans opposition | Sans opposition |

| Candidats district #6 | Vote | %     |
| --------------------- | ---- | ----- |
| Louis-Marie D'Anjou   | 75   | 52,82 |
| Jean-Noël Barriault   | 67   | 47,18 |

- Mario Bouchard remplace Dave Robichaud à titre de conseiller #2 avant février 2020.

## Lac-au-Saumon
| Candidats pour la mairie                  | Vote            | %               |
| ----------------------------------------- | --------------- | --------------- |
| Gérard Grenier (Sortant d'un autre poste) | Sans opposition | Sans opposition |

| Candidats district #1 | Vote            | %               |
| --------------------- | --------------- | --------------- |
| Gérald Ruel (Sortant) | Sans opposition | Sans opposition |

| Candidats district #2   | Vote            | %               |
| ----------------------- | --------------- | --------------- |
| Patrick Bacon (Sortant) | Sans opposition | Sans opposition |

| Candidats district #3 | Vote            | %               |
| --------------------- | --------------- | --------------- |
| Jocelyne Bérubé       | Sans opposition | Sans opposition |

| Candidats district #4     | Vote | %     |
| ------------------------- | ---- | ----- |
| Chantal Gagné             | 94   | 87,04 |
| Michel Lapierre (Sortant) | 14   | 12,96 |

| Candidats district #5 | Vote            | %               |
| --------------------- | --------------- | --------------- |
| Alain Fradette        | Sans opposition | Sans opposition |

| Candidats district #6 | Vote            | %               |
| --------------------- | --------------- | --------------- |
| Valérie Simard        | Sans opposition | Sans opposition |

## Saint-Alexandre-des-Lacs
| Candidats pour la mairie | Vote            | %               |
| ------------------------ | --------------- | --------------- |
| Nelson Pilote (Sortant)  | Sans opposition | Sans opposition |

| Candidats conseiller #1 | Vote            | %               |
| ----------------------- | --------------- | --------------- |
| Réal Roy (Sortant)      | Sans opposition | Sans opposition |

| Candidats conseiller #2   | Vote            | %               |
| ------------------------- | --------------- | --------------- |
| Gilbert Leclerc (Sortant) | Sans opposition | Sans opposition |

| Candidats conseiller #3 | Vote            | %               |
| ----------------------- | --------------- | --------------- |
| Harold Gagné (Sortant)  | Sans opposition | Sans opposition |

| Candidats conseiller #4 | Vote | % |
| ----------------------- | ---- | - |
| Aucune candidature      |      |   |

| Candidats conseiller #5 | Vote | % |
| ----------------------- | ---- | - |
| Aucune candidature      |      |   |

| Candidats conseiller #6     | Vote            | %               |
| --------------------------- | --------------- | --------------- |
| Normande Ouellet (Sortante) | Sans opposition | Sans opposition |

- Les postes de conseiller #4 et #5 sont comblés respectivement par Charles Poulin et Marcel Pilote entre novembre 2017 et juillet 2018[1].

| Candidats conseiller #4 | Vote | % |
| ----------------------- | ---- | - |
| Charles Poulin          |      |   |

| Candidats conseiller #5 | Vote | % |
| ----------------------- | ---- | - |
| Marcel Pilote           |      |   |

- Démission de Charles Poulin (conseiller #4) le 15 mars 2020[2].

## Saint-Cléophas
| Candidats pour la mairie     | Vote            | %               |
| ---------------------------- | --------------- | --------------- |
| Jean-Paul Bélanger (Sortant) | Sans opposition | Sans opposition |

| Candidats conseiller #1 | Vote | % |
| ----------------------- | ---- | - |
| Aucune candidature      |      |   |

| Candidats conseiller #2    | Vote            | %               |
| -------------------------- | --------------- | --------------- |
| Richard Fournier (Sortant) | Sans opposition | Sans opposition |

| Candidats conseiller #3    | Vote            | %               |
| -------------------------- | --------------- | --------------- |
| Roland St-Pierre (Sortant) | Sans opposition | Sans opposition |

| Candidats conseiller #4 | Vote | % |
| ----------------------- | ---- | - |
| Aucune candidature      |      |   |

| Candidats conseiller #5      | Vote            | %               |
| ---------------------------- | --------------- | --------------- |
| Normand St-Laurent (Sortant) | Sans opposition | Sans opposition |

| Candidats conseiller #6 | Vote            | %               |
| ----------------------- | --------------- | --------------- |
| Réjean Hudon (Sortant)  | Sans opposition | Sans opposition |

- Réjean St-Laurent entre au conseil à titre de conseiller #1 et Micheline Morin à titre de conseillère #4 avant ou le 14 janvier 2019[3].

| Candidats conseiller #1 | Vote | % |
| ----------------------- | ---- | - |
| Réjean St-Laurent       |      |   |

| Candidats conseiller #4 | Vote | % |
| ----------------------- | ---- | - |
| Micheline Morin         |      |   |

- Démission de Réjean St-Laurent (conseiller #1) 9 mars 2020[4].

## Saint-Damase
| Candidats pour la mairie   | Vote            | %               |
| -------------------------- | --------------- | --------------- |
| Jean-Marc Dumont (Sortant) | Sans opposition | Sans opposition |

| Candidats conseiller #1 | Vote            | %               |
| ----------------------- | --------------- | --------------- |
| Nelson Lavoie           | Sans opposition | Sans opposition |

| Candidats conseiller #2 | Vote            | %               |
| ----------------------- | --------------- | --------------- |
| André Gagnon            | Sans opposition | Sans opposition |

| Candidats conseiller #3  | Vote            | %               |
| ------------------------ | --------------- | --------------- |
| Martin Carrier (Sortant) | Sans opposition | Sans opposition |

| Candidats conseiller #4     | Vote            | %               |
| --------------------------- | --------------- | --------------- |
| Chantale Gendron (Sortante) | Sans opposition | Sans opposition |

| Candidats conseiller #5 | Vote | %     |
| ----------------------- | ---- | ----- |
| Martine Côté            | 142  | 83,53 |
| Sylvain Roch            | 28   | 16,47 |

| Candidats conseiller #6 | Vote            | %               |
| ----------------------- | --------------- | --------------- |
| Bruno Robichaud         | Sans opposition | Sans opposition |

- Élection partielle au poste de maire le 4 octobre 2020[5].
  - Organisée à la suite du départ du maire Jean-Marc Dumont[5] pour des raisons personnelles en décembre 2019[6].
  - Intérim assuré par la mairesse-suppléante Martine Côté, conseillère #5[7].
  - Démission de Martin Carrier (conseiller #3) et de Martine Côté (conseillère #5) pour se présenter lors de l'élection partielle[8].
  - Martin Carrier est élu maire[7] en octobre 2020[8].

| Candidats pour la mairie                  | Vote | %    |
| ----------------------------------------- | ---- | ---- |
| Martin Carrier (Sortant d'un autre poste) | 102  | 51,3 |
| Martine Côté (Sortante d'un autre poste)  | 97   | 48,7 |
| Votes exprimées : 199                     |      |      |

- André Gagnon (conseiller #2) démissionne en cours de mandat.

## Saint-Léon-le-Grand
| Candidats pour la mairie                      | Vote | %     |
| --------------------------------------------- | ---- | ----- |
| Jean-Côme Lévesque (Sortant d'un autre poste) | 307  | 58,70 |
| Jean-Paul Caron                               | 216  | 41,30 |
| Taux de participation : 63,7 %                |      |       |

| Candidats conseiller #1 | Vote            | %               |
| ----------------------- | --------------- | --------------- |
| Aubert Turcotte         | Sans opposition | Sans opposition |

| Candidats conseiller #2 | Vote            | %               |
| ----------------------- | --------------- | --------------- |
| Paul-André Fillion      | Sans opposition | Sans opposition |

| Candidats conseiller #3 | Vote | %     |
| ----------------------- | ---- | ----- |
| Louisette Bérubé        | 259  | 50,59 |
| Michael Bélanger        | 253  | 49,41 |

| Candidats conseiller #4 | Vote            | %               |
| ----------------------- | --------------- | --------------- |
| Julie Potvin            | Sans opposition | Sans opposition |

| Candidats conseiller #5 | Vote            | %               |
| ----------------------- | --------------- | --------------- |
| Georges Barrette        | Sans opposition | Sans opposition |

| Candidats conseiller #6                   | Vote            | %               |
| ----------------------------------------- | --------------- | --------------- |
| Serge Imbeault (Sortant d'un autre poste) | Sans opposition | Sans opposition |

## Saint-Moïse
| Candidats pour la mairie | Vote            | %               |
| ------------------------ | --------------- | --------------- |
| Paul Lepage (Sortant)    | Sans opposition | Sans opposition |

| Candidats conseiller #1   | Vote            | %               |
| ------------------------- | --------------- | --------------- |
| Patrick Fillion (Sortant) | Sans opposition | Sans opposition |

| Candidats conseiller #2    | Vote            | %               |
| -------------------------- | --------------- | --------------- |
| Marielle Bérubé (Sortante) | Sans opposition | Sans opposition |

| Candidats conseiller #3 | Vote            | %               |
| ----------------------- | --------------- | --------------- |
| Diane Parent (Sortante) | Sans opposition | Sans opposition |

| Candidats conseiller #4 | Vote            | %               |
| ----------------------- | --------------- | --------------- |
| Maxime Anctil (Sortant) | Sans opposition | Sans opposition |

| Candidats conseiller #5 | Vote            | %               |
| ----------------------- | --------------- | --------------- |
| Nancy Côté (Sortante)   | Sans opposition | Sans opposition |

| Candidats conseiller #6   | Vote            | %               |
| ------------------------- | --------------- | --------------- |
| Suzie Boudreau (Sortante) | Sans opposition | Sans opposition |

## Saint-Noël
| Candidats pour la mairie | Vote            | %               |
| ------------------------ | --------------- | --------------- |
| Daniel Carrier           | Sans opposition | Sans opposition |

| Candidats conseiller #1 | Vote            | %               |
| ----------------------- | --------------- | --------------- |
| Marie-Pier Leblanc      | Sans opposition | Sans opposition |

| Candidats conseiller #2 | Vote            | %               |
| ----------------------- | --------------- | --------------- |
| Johanne Gagné           | Sans opposition | Sans opposition |

| Candidats conseiller #3   | Vote            | %               |
| ------------------------- | --------------- | --------------- |
| Mélissa Gagnon (Sortante) | Sans opposition | Sans opposition |

| Candidats conseiller #4   | Vote            | %               |
| ------------------------- | --------------- | --------------- |
| Gilbert Marquis (Sortant) | Sans opposition | Sans opposition |

| Candidats conseiller #5 | Vote            | %               |
| ----------------------- | --------------- | --------------- |
| Guy Gendron             | Sans opposition | Sans opposition |

| Candidats conseiller #6      | Vote            | %               |
| ---------------------------- | --------------- | --------------- |
| Jean-Louis Roussel (Sortant) | Sans opposition | Sans opposition |

- Démission de Jean-Louis Roussel (conseiller #6) en septembre 2019[9][réf. à confirmer].
- Géatan Landry devient conseiller #6 en octobre-novembre 2019[10][réf. à confirmer].

## Saint-Tharcisius
| Jocelyn Jean (Sortant)         | 136 | 59,13 |
| Renaud Arguin                  | 94  | 40,87 |
| Taux de participation : 65,6 % |     |       |

| Candidats conseiller #1 | Vote            | %               |
| ----------------------- | --------------- | --------------- |
| Gino Valcourt (Sortant) | Sans opposition | Sans opposition |

| Candidats conseiller #2 | Vote | % |
| ----------------------- | ---- | - |
| Aucune candidature      |      |   |

| Candidats conseiller #3 | Vote            | %               |
| ----------------------- | --------------- | --------------- |
| Annie Jalbert           | Sans opposition | Sans opposition |

| Candidats conseiller #4   | Vote            | %               |
| ------------------------- | --------------- | --------------- |
| Micheline Jean (Sortante) | Sans opposition | Sans opposition |

| Candidats conseiller #5  | Vote            | %               |
| ------------------------ | --------------- | --------------- |
| Donald Clément (Sortant) | Sans opposition | Sans opposition |

| Candidats conseiller #6 | Vote            | %               |
| ----------------------- | --------------- | --------------- |
| Lisette St-Pierre       | Sans opposition | Sans opposition |

- Francis Caouette devient conseiller #2 en cours de mandat.
- Jacques Rochon remplace Gino Valcourt au poste de conseiller #1 en cours de mandat.
- Renaud Arguin remplace Lisette St-Pierre au poste de conseiller #6 en cours de mandat.

## Saint-Vianney
| Candidats pour la mairie  | Vote            | %               |
| ------------------------- | --------------- | --------------- |
| Georges Guénard (Sortant) | Sans opposition | Sans opposition |

| Candidats conseiller #1 | Vote | %     |
| ----------------------- | ---- | ----- |
| Yannick Côté            | 136  | 55,97 |
| Renaud Royer            | 107  | 44,03 |

| Candidats conseiller #2 | Vote            | %               |
| ----------------------- | --------------- | --------------- |
| Philippe Anthony Jean   | Sans opposition | Sans opposition |

| Candidats conseiller #3 | Vote | %     |
| ----------------------- | ---- | ----- |
| Monique Blanchette      | 151  | 61,89 |
| Sophie Champagne        | 93   | 38,11 |

| Candidats conseiller #4  | Vote | %     |
| ------------------------ | ---- | ----- |
| Robert Charest (Sortant) | 135  | 55,56 |
| Jean-Pierre Dolembreux   | 108  | 44,44 |

| Candidats conseiller #5 | Vote            | %               |
| ----------------------- | --------------- | --------------- |
| Martin Guy Plourde      | Sans opposition | Sans opposition |

| Candidats conseiller #6 | Vote | %     |
| ----------------------- | ---- | ----- |
| Jean-Jacques Wagner     | 165  | 68,75 |
| Valérie Jean (Sortante) | 75   | 31,25 |

- Cathy Santerre remplace Philippe Anthony Jean au poste de conseiller #2 en cours de mandat.

## Saint-Zénon-du-Lac-Humqui
| Gino Canuel (Sortant d'un autre poste) | 122 | 57,01 |
| Jean-Pierre Rioux                      | 60  | 28,04 |
| Yvon Bélanger                          | 32  | 14,95 |
| Taux de participation : 62,6 %         |     |       |

| Candidats conseiller #1 | Vote            | %               |
| ----------------------- | --------------- | --------------- |
| Caroline Dumont         | Sans opposition | Sans opposition |

| Candidats conseiller #2 | Vote            | %               |
| ----------------------- | --------------- | --------------- |
| Diane Soucy             | Sans opposition | Sans opposition |

| Candidats conseiller #3        | Vote            | %               |
| ------------------------------ | --------------- | --------------- |
| Jean-Louis Arsenault (Sortant) | Sans opposition | Sans opposition |

| Candidats conseiller #4 | Vote            | %               |
| ----------------------- | --------------- | --------------- |
| Joannie Thibault        | Sans opposition | Sans opposition |

| Candidats conseiller #5  | Vote            | %               |
| ------------------------ | --------------- | --------------- |
| Normand Henley (Sortant) | Sans opposition | Sans opposition |

| Candidats conseiller #6 | Vote            | %               |
| ----------------------- | --------------- | --------------- |
| Marc Michaud            | Sans opposition | Sans opposition |

- Nancy Malenfant remplace Joannie Thibault au poste de conseillère #4 avant le 1er janvier 2020[11].

## Sainte-Florence
| Candidats pour la mairie                 | Vote            | %               |
| ---------------------------------------- | --------------- | --------------- |
| Carol Poitras (Sortant d'un autre poste) | Sans opposition | Sans opposition |

| Candidats conseiller #1    | Vote            | %               |
| -------------------------- | --------------- | --------------- |
| Christiane Donnais-Gallant | Sans opposition | Sans opposition |

| Candidats conseiller #2 | Vote            | %               |
| ----------------------- | --------------- | --------------- |
| Gérard Richard          | Sans opposition | Sans opposition |

| Candidats conseiller #3                   | Vote | %     |
| ----------------------------------------- | ---- | ----- |
| Normande Plante                           | 108  | 50,70 |
| France Lepage (Sortante d'un autre poste) | 105  | 49,30 |

| Candidats conseiller #4                      | Vote | %     |
| -------------------------------------------- | ---- | ----- |
| Guylaine Allard                              | 125  | 59,52 |
| Lauraine Gendron (Sortante d'un autre poste) | 85   | 40,48 |

| Candidats conseiller #5 | Vote            | %               |
| ----------------------- | --------------- | --------------- |
| Lorraine Dufour         | Sans opposition | Sans opposition |

| Candidats conseiller #6                   | Vote | %     |
| ----------------------------------------- | ---- | ----- |
| Gaston Martin (Sortant)                   | 189  | 90,87 |
| Robert Filion (Sortante d'un autre poste) | 19   | 9,13  |

- Démission de Lorraine Dufour (conseillère #5) le 2 avril 2019[12].
- Démission de Christina Donnais-Gallant (conseillère #1) le 6 mai 2019[13].
- Hélène Plante devient conseillère #5 peu avant le 11 juin 2019[14].

| Candidats conseiller #5 | Vote | % |
| ----------------------- | ---- | - |
| Hélène Plante           |      |   |

- Marcel Gendron devient conseiller #1 peu avant le 8 juillet 2019[15].

| Candidats conseiller #1 | Vote | % |
| ----------------------- | ---- | - |
| Marcel Gendron          |      |   |

- Démission de Marcel Gendron (conseiller #1) le 5 octobre 2020[16].
- Johanne Caissy devient conseillère #1 peu avant le 23 novembre 2020[17].

| Candidats conseiller #1 | Vote | % |
| ----------------------- | ---- | - |
| Johanne Caissy          |      |   |

- Démission de Normande Plante, conseillère #3, en décembre 2020[18].

| Candidats pour la mairie                  | Vote | %     |
| ----------------------------------------- | ---- | ----- |
| Jérémie Gagnon (Sortant d'un autre poste) | 129  | 55,13 |
| Alain Gauthier (Sortant)                  | 105  | 44,87 |
| Taux de participation : 70,1 %            |      |       |

| Candidats conseiller #1      | Vote            | %               |
| ---------------------------- | --------------- | --------------- |
| Sébastien Lévesque (Sortant) | Sans opposition | Sans opposition |

| Candidats conseiller #2 | Vote | %     |
| ----------------------- | ---- | ----- |
| Nancy Lizotte           | 133  | 59,64 |
| Nancy Proulx (Sortante) | 90   | 40,36 |

| Candidats conseiller #3 | Vote            | %               |
| ----------------------- | --------------- | --------------- |
| Tommy Turgeon           | Sans opposition | Sans opposition |

| Candidats conseiller #4 | Vote            | %               |
| ----------------------- | --------------- | --------------- |
| Sarah-Maude Dubé        | Sans opposition | Sans opposition |

| Candidats conseiller #5 | Vote            | %               |
| ----------------------- | --------------- | --------------- |
| Karine Deschênes        | Sans opposition | Sans opposition |

| Candidats conseiller #6    | Vote | %     |
| -------------------------- | ---- | ----- |
| Nelson Thériault (Sortant) | 164  | 70,69 |
| Robert Poirier             | 68   | 29,31 |

- Démission de Karine Deschênes, conseillère #5, en avril-mai 2020[19].
- Démission du maire Jérémie Gagnon en avril 2021[20].
- Sébastien Lévesque, conseiller #1 et qui assure le rôle de maire-suppléant, est nommé maire de la municipalité par le conseil municipal le 7 avril 2021[20].

| Candidats pour la mairie                      | Vote                           | %                              |
| --------------------------------------------- | ------------------------------ | ------------------------------ |
| Sébastien Lévesque (Sortant d'un autre poste) | Nommé par le conseil municipal | Nommé par le conseil municipal |

## Sainte-Marguerite-Marie
| Candidats pour la mairie  | Vote            | %               |
| ------------------------- | --------------- | --------------- |
| Marlène Landry (Sortante) | Sans opposition | Sans opposition |

| Candidats conseiller #1   | Vote            | %               |
| ------------------------- | --------------- | --------------- |
| Ginette Lavoie (Sortante) | Sans opposition | Sans opposition |

| Candidats conseiller #2 | Vote            | %               |
| ----------------------- | --------------- | --------------- |
| Sylvain Boily (Sortant) | Sans opposition | Sans opposition |

| Candidats conseiller #3  | Vote            | %               |
| ------------------------ | --------------- | --------------- |
| Dany Thériault (Sortant) | Sans opposition | Sans opposition |

| Candidats conseiller #4   | Vote            | %               |
| ------------------------- | --------------- | --------------- |
| Sylvain Carrier (Sortant) | Sans opposition | Sans opposition |

| Candidats conseiller #5       | Vote            | %               |
| ----------------------------- | --------------- | --------------- |
| Geneviève Chiasson (Sortante) | Sans opposition | Sans opposition |

| Candidats conseiller #6 | Vote | %     |
| ----------------------- | ---- | ----- |
| Line Landry (Sortante)  | 68   | 70,83 |
| Jesse Thériault         | 28   | 29,17 |

## Sayabec
| Candidats pour la mairie                | Vote | %     |
| --------------------------------------- | ---- | ----- |
| Marcel Belzile                          | 556  | 67,07 |
| Yves Labonté (Sortant d'un autre poste) | 273  | 32,93 |
| Taux de participation : 57,9 %          |      |       |

| Candidats conseiller #1 | Vote | %     |
| ----------------------- | ---- | ----- |
| Frédéric Caron          | 701  | 85,49 |
| Pierre-Yves Mesonero    | 119  | 14,51 |

| Candidats conseiller #2        | Vote | %     |
| ------------------------------ | ---- | ----- |
| Manon Lacroix                  | 298  | 36,65 |
| Robert-Luc Blaquière (Sortant) | 293  | 36,04 |
| Robin Rioux                    | 222  | 27,31 |

| Candidats conseiller #3 | Vote            | %               |
| ----------------------- | --------------- | --------------- |
| Jimmy Bouillon          | Sans opposition | Sans opposition |

| Candidats conseiller #4 | Vote | %     |
| ----------------------- | ---- | ----- |
| Patrick Santerre        | 583  | 70,85 |
| Christian Leclerc       | 243  | 29,42 |

| Candidats conseiller #5 | Vote | %     |
| ----------------------- | ---- | ----- |
| Diane Pineault          | 448  | 54,11 |
| Marie Element           | 380  | 45,89 |

| Candidats conseiller #6 | Vote | %     |
| ----------------------- | ---- | ----- |
| Bruno Côté              | 436  | 52,66 |
| Maurice Desjardins      | 392  | 47,34 |

- Élection partielle au poste de conseiller #3 le 23 février 2020[21].
  - Organisée en raison du départ de Jimmy Bouillon[22].
  - Hugues Berger est élu conseiller #3[22].

| Candidats conseiller #3        | Vote | %    |
| ------------------------------ | ---- | ---- |
| Hugues Berger                  | 178  | 76,0 |
| Jasmin Dumais                  | n/d  | n/d  |
| Réjean Lemay                   | n/d  | n/d  |
| Taux de participation : 18,0 % |      |      |

- Marie Element devient conseillère #5 en remplacement de Diane Pinneault en cours de mandat.

## Val-Brillant
| Candidats pour la mairie    | Vote            | %               |
| --------------------------- | --------------- | --------------- |
| Jacques Pelletier (Sortant) | Sans opposition | Sans opposition |

| Candidats conseiller #1           | Vote            | %               |
| --------------------------------- | --------------- | --------------- |
| Stevens Perry Pelletier (Sortant) | Sans opposition | Sans opposition |

| Candidats conseiller #2 | Vote            | %               |
| ----------------------- | --------------- | --------------- |
| Jean Côté               | Sans opposition | Sans opposition |

| Candidats conseiller #3      | Vote            | %               |
| ---------------------------- | --------------- | --------------- |
| Geneviève Leblanc (Sortante) | Sans opposition | Sans opposition |

| Candidats conseiller #4 | Vote            | %               |
| ----------------------- | --------------- | --------------- |
| Richard Turgeon         | Sans opposition | Sans opposition |

| Candidats conseiller #5  | Vote            | %               |
| ------------------------ | --------------- | --------------- |
| Jacques Gaulin (Sortant) | Sans opposition | Sans opposition |

| Candidats conseiller #6      | Vote            | %               |
| ---------------------------- | --------------- | --------------- |
| Ghislain Perreault (Sortant) | Sans opposition | Sans opposition |

- Élection partielle au poste de conseiller #2 le 11 mars 2018[23].
  - Organisée en raison de la démission du conseiller Jean Côté[23].
  - Anne Turbide est élue conseiller #2[23].

| Candidats conseiller #2 | Vote | %    |
| ----------------------- | ---- | ---- |
| Anne Turbide            | 154  | 65,5 |
| Marjolaine Caron        | 73   | 31,1 |
| Caroline Claveau        | 8    | 3,4  |